# 盧恩萊克 (紐約州)
盧恩萊克（英語：Loon Lake）是位於美國紐約州富蘭克林縣的非建制地區。

## 歷史
盧恩萊克的郵局於1882年設立，其後於1972年停運。

## 地理
盧恩萊克所處的海拔為高於海平面537米（即1762英呎），而該地所採用的時區為UTC-5，即北美东部时区（EST）。同時該地設有夏令時間，為UTC-5調快一小時，即UTC-4（EDT）。